# Grammodes latifera
Grammodes latifera är en fjärilsart som beskrevs av Walker 1870. Grammodes latifera ingår i släktet Grammodes och familjen nattflyn. Inga underarter finns listade i Catalogue of Life.